# Pardosa californica
Pardosa californica är en spindelart som beskrevs av Eugen von Keyserling 1887. Pardosa californica ingår i släktet Pardosa och familjen vargspindlar. Inga underarter finns listade i Catalogue of Life.